# ولید دقه
ولید دقه (زاده ۱۸ جولای ۱۹۶۱ در باکا الغربیا - درگذشته ۷ آوریل ۲۰۲۴) نویسنده، مبارز سیاسی و اندیشمند معاصر فلسطینی است.
دقه یکی از ۲۳ فلسطینی است که از قبل از امضای پیمان اسلو در دهه ۱۹۹۰ در اسارت اسرائیل بوده است.

## دستگیری و زندان
ولید دقه در ۱۸ جولای ۱۹۶۱ در باکا الغربیا متولد شد. در ۲۵ مارس ۱۹۸۶ توسط اسرائیل دستگیر شد. او قرار بود در مارس ۲۰۲۳ در پایان دوران محکومیتش آزاد شود. با این حال، محکومیت او به اتهام قاچاق تلفن همراه برای تماس با خانواده اش به مدت دو سال دیگر تمدید شد.

## زندگی شخصی
در سال ۱۹۹۹ ولید دقه در پشت میله های زندان با سنا سلامه ازدواج کرد. این زوج در سال ۲۰۲۰ صاحب یک دختر شدند. دقه به دلیل محدودیت های زندان هرگز  هرگز نتوانست دخترش را که میلاد نامیده بود در آغوش بگیرد.

## بیماری و درگذشت
در سال ۲۰۲۱، ولید دقه مبتلا به میلوفیبروزیس، نوع نادری از سرطان مغز استخوان که تولید طبیعی سلول‌های خونی بدن را مختل می‌کند، تشخیص داده شد. از آنجایی که قرار بود وی در سال ۲۰۲۵ آزاد شود، فعالان حقوق بشر خواستار آزادی زودهنگام دقه شدند زیرا دقه به مراقبت های پزشکی فوری نیاز داشت، اما اسرائیل این موضوع را رد کرد. اسراییل به طور سیستماتیک از رسیدگی پزشکی به زندانیان فلسطینی مبتلا به بیماری های شدید خودداری کرده است.
دقه پس از ۳۸ سال بازداشت در ۷ آوریل ۲۰۲۴ در سن ۶۲ سالگی بر اثر عوارض سرطان درگذشت. دقه در زمان مرگش یکی از برجسته ترین و قدیمی ترین اسیران فلسطینی در اسارت اسرائیل بود.
دقه یکی از ۲۳ فلسطینی است که از قبل از امضای پیمان اسلو در دهه ۱۹۹۰ در اسارت اسرائیل بوده است. در جریان این پیمان در سال ۱۹۹۳ بر سر آزادی وی  توافق شد. با این حال، ساعاتی قبل از آزادی او، مقامات اسرائیلی از این تصمیم خودداری کردند.

## اظهارنظرها در مورد ولید دقه
- در سال ۲۰۲۳، در جریان تلاش ها برای آزادی دقه از زندان به دلیل بیماری، ایتامار بن گویر، وزیر امنیت ملی اسرائیل، نوشت: دقه باید به زندگی خود در زندان پایان دهد.[۵]

- سازمان امور اسرا و آزادگان فلسطین و باشگاه اسرای فلسطین در بیانیه مطبوعاتی درباره درگذشت ولید دقه تاکید کردند که مرگ او پس از زنجیره‌ای از جنایات اهمال پزشکی از سوی اسراییل رخ داد.[۸][۱۰][۱۱]